# مارسيل بونين
مارسيل بونين (بالفرنسية: Marcel Bonin)‏ هو لاعب رماية فرنسي، (ولد في تور في فرنسا 1904 – 1980 م).

## وصلات خارجية
- مارسيل بونين على موقع أوليمبيديا (الإنجليزية)